# Grand Prix of Long Beach 2025
Der Grand Prix of Long Beach (offiziell Acura Grand Prix of Long Beach) auf dem Long Beach Grand Prix Circuit fand am 13. April 2025 statt und ging über eine Distanz von 85 Runden à 3,18 km.

## Bericht
Das von den Boxenstopp-Strategien geprägte Rennen ging nach 90 Runden mit dem Sieger Kyle Kirkwood zu Ende. Der Andretti Global Fahrer ging aus der Pole-Position in Führung und er gab diese nur ab, wenn die Boxenstopps fällig waren. Überholvorgänge waren in diesem Rennen selten. Das Wetter war sonnig, nicht allzu warm und Unfälle, die eine Gelbphase ausgelöst hätten, gab es nicht. Allein der richtige Zeitpunkt der Stopps und die richtige Wahl des Reifens am Start machten den Unterschied zwischen Podiumsplatz oder einem Rang im Mittelfeld aus. Der Führende in der Fahrer-Meisterschaft Alex Palou (Chip Ganassi Racing) belegte den zweiten Platz, nach dem er die ersten beiden Saisonrennen gewonnen hatte. Palou war nach dem letzten Stopp an Kirkwood herangekommen, in den letzten Runden zog dieser aber das Tempo nochmals an und siegte mit über 12 Sekunden Vorsprung.
Der auf dem zweiten Platz gestartete Colton Herta (Andretti Global) war am Renntag mit der Balance seines Autos unzufrieden. Im morgendlichen Warm-up konnte er sich mit Jacob Abel (Dale Coyne Racing) nicht über die Vorfahrt einigen und beschädigte sein Auto. Nach der Reparatur war der Wagen nicht mehr gleich zu fahren wie am Vortag während der Qualifikation. Herta kam als siebter ins Ziel. Dem Arrow McLaren Fahrer Christian Lundgaard gelang in Long Beach, wie auch schon beim Rennen in Thermal den Sprung auf das Siegerpodest. Er kam wiederum als dritter ins Ziel und war bester Pilot seines Teams. Pato O’Ward landete auf dem 13. und der an einer Lebensmittelvergiftung erkrankte Nolan Siegel kam auf dem 20. Rang ins Ziel.
In der Meisterschaftstabelle lag nach dem Rennen in Kalifornien Palou mit 142 Punkten und einem Vorsprung von 34 Punkten auf Kirkwood in Führung. Lundgaard folgte auf dem dritten Platz mit 46 Punkten weniger als Palou.

## Zeitplan
| Datum                   | Tag               | Zeit (MESZ) | Zeit (LT) | Session           |
| ----------------------- | ----------------- | ----------- | --------- | ----------------- |
| 11.04.2025 (12.04.2025) | Freitag (Samstag) | 03:00       | 18:00     | Freies Training 1 |
|                         |                   |             |           |                   |
| 12.04.2025              | Samstag           | 20:30       | 11:30     | Freies Training 2 |
| 12.04.2025              | Samstag           | 23:30       | 14:30     | Qualifikation     |
|                         |                   |             |           |                   |
| 13.04.2025              | Sonntag           | 21:00       | 12:00     | Warm-Up           |
| 13.04.2025              | Sonntag           | 22:40       | 13:40     | Rennen            |

## Meldeliste
| Nr. | Fahrer              | Teams                            | Motor     |
| --- | ------------------- | -------------------------------- | --------- |
| 14  | Santino Ferrucci    | A. J. Foyt Racing                | Chevrolet |
| 41  | David Malukas       | A. J. Foyt Racing                | Chevrolet |
| 26  | Colton Herta        | Andretti Global / Curb-Agajanian | Honda     |
| 27  | Kyle Kirkwood       | Andretti Global                  | Honda     |
| 28  | Marcus Ericsson     | Andretti Global                  | Honda     |
| 5   | Pato O’Ward         | Arrow McLaren                    | Chevrolet |
| 6   | Nolan Siegel        | Arrow McLaren                    | Chevrolet |
| 7   | Christian Lundgaard | Arrow McLaren                    | Chevrolet |
| 8   | Kyffin Simpson      | Chip Ganassi Racing              | Honda     |
| 9   | Scott Dixon         | Chip Ganassi Racing              | Honda     |
| 10  | Alex Palou          | Chip Ganassi Racing              | Honda     |
| 18  | Rinus VeeKay        | Dale Coyne Racing                | Honda     |
| 51  | Jacob Abel          | Dale Coyne Racing                | Honda     |
| 20  | Alexander Rossi     | Ed Carpenter Racing              | Chevrolet |
| 21  | Christian Rasmussen | Ed Carpenter Racing              | Chevrolet |
| 77  | Conor Daly          | Juncos Hollinger Racing          | Chevrolet |
| 78  | Sting Ray Robb      | Juncos Hollinger Racing          | Chevrolet |
| 60  | Felix Rosenqvist    | Meyer Shank Racing               | Honda     |
| 66  | Marcus Armstrong    | Meyer Shank Racing               | Honda     |
| 83  | Robert Schwarzman   | Prema Racing                     | Chevrolet |
| 90  | Callum Ilott        | Prema Racing                     | Chevrolet |
| 15  | Graham Rahal        | Rahal Letterman Lanigan Racing   | Honda     |
| 30  | Devlin DeFrancesco  | Rahal Letterman Lanigan Racing   | Honda     |
| 45  | Louis Foster        | Rahal Letterman Lanigan Racing   | Honda     |
| 2   | Josef Newgarden     | Team Penske                      | Chevrolet |
| 3   | Scott McLaughlin    | Team Penske                      | Chevrolet |
| 12  | Will Power          | Team Penske                      | Chevrolet |

## Klassifikationen

### Freies Training 1
| Pos. | Nr. | Fahrer          | Team            | Motor     | Zeit     |
| ---- | --- | --------------- | --------------- | --------- | -------- |
| 1    | 12  | Will Power      | Team Penske     | Chevrolet | 1:07.322 |
| 2    | 28  | Marcus Ericsson | Andretti Global | Honda     | 1:07.350 |
| 3    | 27  | Kyle Kirkwood   | Andretti Global | Honda     | 1:07.352 |

### Freies Training 2
| Pos. | Nr. | Fahrer       | Team            | Motor     | Zeit     |
| ---- | --- | ------------ | --------------- | --------- | -------- |
| 1    | 6   | Nolan Siegel | Arrow McLaren   | Chevrolet | 1:07.116 |
| 2    | 26  | Colton Herta | Andretti Global | Honda     | 1:07.164 |
| 3    | 45  | Louis Foster | RLL             | Honda     | 1:07.209 |

### Qualifying
Fahrzeit RUNDE1 / GRUPPE1 und RUNDE1 / GRUPPE2: je 10 Min.
Fahrzeit SCHNELLSTEN ZWÖLF (aus GRUPPE1 UND GRUPPE2): 10 Min.
Fahrzeit SCHNELLSTEN SECHS (aus SCHNELLSTEN ZWÖLF): 6 Min.
| Pos. | Nr. | Fahrer              | Team                    | Motor     | Rundzeit  | Ø mph   | Session              |
| ---- | --- | ------------------- | ----------------------- | --------- | --------- | ------- | -------------------- |
| 1    | 27  | Kyle Kirkwood       | Andretti Global         | Honda     | 1:06.1921 | 107,034 | SCHNELLSTEN SECHS    |
| 2    | 26  | Colton Herta        | Andretti Global         | Honda     | 1:06.4232 | 106,662 | SCHNELLSTEN SECHS    |
| 3    | 10  | Alex Palou          | Chip Ganassi Racing     | Honda     | 1:06.6254 | 106,338 | SCHNELLSTEN SECHS    |
| 4    | 60  | Felix Rosenqvist    | Meyer Shank Racing      | Honda     | 1:06.6358 | 106,321 | SCHNELLSTEN SECHS    |
| 5    | 28  | Marcus Ericsson     | Andretti Global         | Honda     | 1:06.7061 | 106,209 | SCHNELLSTEN SECHS    |
| 6    | 3   | Scott McLaughlin    | Team Penske             | Chevrolet | 1:07.0393 | 105,681 | SCHNELLSTEN SECHS    |
| 7    | 66  | Marcus Armstrong    | Meyer Shank Racing      | Honda     | 1:06.9381 | 105,841 | SCHNELLSTEN ZWÖLF    |
| 8    | 20  | Alexander Rossi     | Ed Carpenter Racing     | Chevrolet | 1:07.1989 | 105,43  | SCHNELLSTEN ZWÖLF    |
| 9    | 5   | Pato O’Ward         | Arrow McLaren           | Chevrolet | 1:07.5540 | 104,876 | SCHNELLSTEN ZWÖLF    |
| 10   | 4   | David Malukas       | A. J. Foyt Racing       | Chevrolet | 1:07.9818 | 104,216 | SCHNELLSTEN ZWÖLF    |
| 11   | 6   | Nolan Siegel        | Arrow McLaren           | Chevrolet | 1:08.2861 | 103,752 | SCHNELLSTEN ZWÖLF    |
| 12   | 7   | Christian Lundgaard | Arrow McLaren           | Chevrolet | 1:12.0583 | 98,32   | SCHNELLSTEN ZWÖLF    |
| 13   | 12  | Will Power          | Team Penske             | Chevrolet | 1:07.6606 | 104,711 | OUT RUNDE1 / GRUPPE1 |
| 14   | 9   | Scott Dixon         | Chip Ganassi Racing     | Honda     | 1:07.3777 | 105,151 | OUT RUNDE1 / GRUPPE2 |
| 15   | 2   | Josef Newgarden     | Team Penske             | Chevrolet | 1:07.6905 | 104,665 | OUT RUNDE1 / GRUPPE1 |
| 16   | 15  | Graham Rahal        | RLL                     | Honda     | 1:07.3806 | 105,146 | OUT RUNDE1 / GRUPPE2 |
| 17   | 8   | Kyffin Simpson      | Chip Ganassi Racing     | Honda     | 1:07.7026 | 104,646 | OUT RUNDE1 / GRUPPE1 |
| 18   | 21  | Christian Rasmussen | Ed Carpenter Racing     | Chevrolet | 1:07.4664 | 105,012 | OUT RUNDE1 / GRUPPE2 |
| 19   | 77  | Sting Ray Robb      | Juncos Hollinger Racing | Chevrolet | 1:07.7925 | 104,507 | OUT RUNDE1 / GRUPPE1 |
| 20   | 45  | Louis Foster        | RLL                     | Honda     | 1:07.5295 | 104,914 | OUT RUNDE1 / GRUPPE2 |
| 21   | 76  | Conor Daly          | Juncos Hollinger Racing | Chevrolet | 1:07.9223 | 104,307 | OUT RUNDE1 / GRUPPE1 |
| 22   | 90  | Callum Ilott        | Prema Racing            | Chevrolet | 1:07.5890 | 104,822 | OUT RUNDE1 / GRUPPE2 |
| 23   | 30  | Devlin DeFrancesco  | RLL                     | Honda     | 1:08.0824 | 104,062 | OUT RUNDE1 / GRUPPE1 |
| 24   | 83  | Robert Shwartzman   | Prema Racing            | Chevrolet | 1:07.6606 | 104,711 | OUT RUNDE1 / GRUPPE2 |
| 25   | 18  | Rinus VeeKay        | Dale Coyne Racing       | Honda     | 1:08.2326 | 103,833 | OUT RUNDE1 / GRUPPE1 |
| 26   | 51  | Jacob Abel          | Dale Coyne Racing       | Honda     | 1:08.5051 | 103,420 | OUT RUNDE1 / GRUPPE2 |
| 27   | 14  | Santino Ferrucci    | A. J. Foyt Racing       | Chevrolet | 1:08.6268 | 103,237 | OUT RUNDE1 / GRUPPE2 |

### Endergebnis
| Pos | Nr. | Fahrer                | Team                    | Motor     | Zeit / Rückstand             | Rd. | Führungsrunden | Stopps | Pt. |
| --- | --- | --------------------- | ----------------------- | --------- | ---------------------------- | --- | -------------- | ------ | --- |
| 1   | 27  | Kyle Kirkwood         | Andretti Global         | Honda     | 1:45:51.205 Std. 100,395 mph | 90  | 46             | 3      | 54  |
| 2   | 10  | Alex Palou            | Chip Ganassi Racing     | Honda     | 12.6859 Sek.                 | 90  |                | 3      | 40  |
| 3   | 7   | Christian Lundgaard   | Arrow McLaren           | Chevrolet | 18.7784                      | 90  | 26             | 3      | 36  |
| 4   | 60  | Felix Rosenqvist      | Meyer Shank Racing      | Honda     | 19.8193                      | 90  |                | 3      | 32  |
| 5   | 12  | Will Power            | Team Penske             | Chevrolet | 23.3641                      | 90  |                | 3      | 30  |
| 6   | 3   | Scott McLaughlin      | Team Penske             | Chevrolet | 25.7113                      | 90  |                | 3      | 28  |
| 7   | 26  | Colton Herta          | Andretti Global         | Honda     | 26.5802                      | 90  |                | 3      | 26  |
| 8   | 9   | Scott Dixon           | Chip Ganassi Racing     | Honda     | 27.0975                      | 90  | 2              | 3      | 25  |
| 9   | 77  | Sting Ray Robb        | Juncos Hollinger Racing | Chevrolet | 27.6913                      | 90  | 12             | 3      | 23  |
| 10  | 8   | Kyffin Simpson        | Chip Ganassi Racing     | Honda     | 28.1025                      | 90  | 3              | 3      | 21  |
| 11  | 14  | Santino Ferrucci      | A. J. Foyt Racing       | Chevrolet | 31.4467                      | 90  |                | 3      | 19  |
| 12  | 28  | Marcus Ericsson       | Andretti Global         | Honda     | 32.1430                      | 90  |                | 3      | 18  |
| 13  | 5   | Pato O'Ward           | Arrow McLaren           | Chevrolet | 39.3900                      | 90  |                | 3      | 17  |
| 14  | 66  | Marcus Armstrong      | Meyer Shank Racing      | Honda     | 41.6832                      | 90  | 1              | 3      | 17  |
| 15  | 20  | Alexander Rossi       | Ed Carpenter Racing     | Chevrolet | 42.7421                      | 90  |                | 3      | 15  |
| 16  | 45  | Louis Foster (R)      | Rahal Letterman Lanigan | Honda     | 44.2727                      | 90  |                | 3      | 14  |
| 17  | 4   | David Malukas         | A. J. Foyt Racing       | Chevrolet | 47.0318                      | 90  |                | 3      | 13  |
| 18  | 83  | Robert Shwartzman (R) | Prema Racing            | Chevrolet | 49.6677                      | 90  |                | 3      | 12  |
| 19  | 18  | Rinus VeeKay          | Dale Coyne Racing       | Honda     | 57.6710                      | 90  |                | 3      | 11  |
| 20  | 6   | Nolan Siegel          | Arrow McLaren           | Chevrolet | 158.2876                     | 90  |                | 3      | 10  |
| 21  | 90  | Callum Ilott          | Prema Racing            | Chevrolet | 11 Rd.                       | 89  |                | 3      | 9   |
| 22  | 15  | Graham Rahal          | Rahal Letterman Lanigan | Honda     | 11 Rd.                       | 89  |                | 3      | 8   |
| 23  | 21  | Christian Rasmussen   | Ed Carpenter Racing     | Chevrolet | 11 Rd.                       | 89  |                | 3      | 7   |
| 24  | 30  | Devlin DeFrancesco    | Rahal Letterman Lanigan | Honda     | 11 Rd.                       | 89  |                | 3      | 6   |
| 25  | 76  | Conor Daly            | Juncos Hollinger Racing | Chevrolet | 12 Rd.                       | 88  |                | 3      | 5   |
| 26  | 51  | Jacob Abel (R)        | Dale Coyne Racing       | Honda     | 12 Rd.                       | 88  |                | 3      | 5   |
| 27  | 2   | Josef Newgarden       | Team Penske             | Chevrolet | 12 Rd.                       | 88  |                | 5      | 5   |

(R)=Rookie / 0 Gelbphasen für insgesamt 0 Rd. / alle Starter auf Firestone-Reifen